# Sint-Servaaskerk (Wemmel)

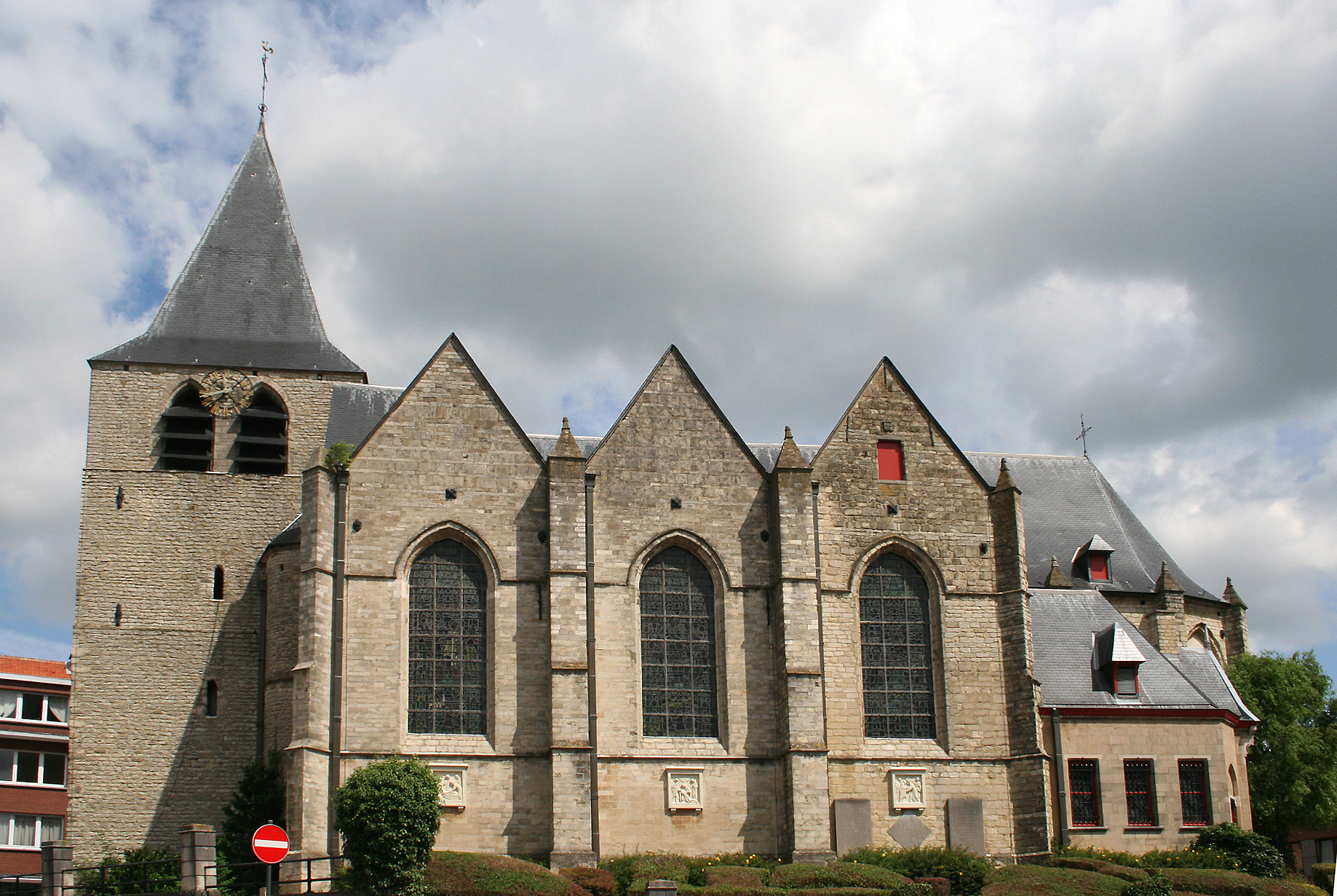
Sint-Servaaskerk

De Sint-Servaaskerk is de parochiekerk van de Vlaams-Brabantse plaats Wemmel, gelegen aan de Steenweg op Merchtem 93.

## Geschiedenis
Al in de 7e of 8e eeuw zou er een kerkje in Wemmel zijn opgericht waarvan de rechten weldra toebehoorden aan de feodale heer. Deze kerk vormde na enige tijd de moederparochie voor Relegem, Ramsdonk en Sint-Agatha-Berchem.
Omstreeks 1100 werden de rechten van de parochie door de heer aan de Abdij van Grimbergen geschonken.
Er werd uiteindelijk een romaans kerkgebouw opgericht, waarvan de toren bewaard is gebleven. In de onderbouw daarvan bevinden zich hergebruikte materialen van een voormalige Romeinse villa.
In 1517 werd een gotisch koor gebouwd maar omstreeks 1575 werd de kerk, tijdens de beeldenstorm, in brand gestoken. Van 1590-1611 vond herstel van de kerk plaats. In 1633 werd de middenbeuk verbreed en een groter transept gebouwd.
Van 1689-1695 vonden plunderingen plaats door Franse troepen om vanaf 1697 nieuw kerkmeubilair aan te schaffen dat deels afkomstig was uit de kerk van Ruisbroek. De kerk werd in de 19e eeuw uitgebreid met een sacristie (1817) en zijbeuken (1843). In 1862 werd de torenspits vernieuwd.

## Gebouw
Het betreft een driebeukig kerkgebouw met voorgebouwde westtoren en een vierzijdig afgesloten koor. Het transept is, vanwege de toevoeging van zijbeuken, niet meer uitspringend. De kerk is gebouwd in lokaal gewonnen kalkzandsteen en de zijbeuken werden uitgevoerd in Gobertangesteen. De massieve toren is romaans, maar hij werd van 1857-1862 gedeeltelijk gereconstrueerd. Het schip is van 1663 en de zijbeuken zijn van 1843. Het koor is van 1517. De zijbeuken zijn voorzien van puntgevels.

## Interieur
De kerk bezit een calvarie van einde 15e eeuw. Er is een epitaaf in renaissancestijl (eind 15e eeuw) en enkele grafmonumenten in barokstijl (17e eeuw). Er zijn grafstenen uit de 16e tot en met de 19e eeuw.
Het doopvont (1601) is in renaissancestijl. Het orgel is van 1591, gebouwd voor de Sint-Romboutskathedraal te Mechelen, in 1615 gekocht door de Abdij van Grimbergen en sinds 1748 verplaatst naar Wemmel. Het orgel werd meermaals gerestaureerd.
Het hoofdaltaar is, evenals de zijaltaren, uitgevoerd in barokstijl (1752). Twee biechtstoeleb zijn  van einde 17e eeuw. Ook de preekstoel is uit die tijd. Deze werd in 1707 in Wemmel geplaatst. De lambrisering is 1e-eeuws.